# Box Canyon
Box Canyon est une census-designated place située dans le comté de Val Verde, dans l’État du Texas, aux États-Unis. Sa population s’élevait à 34 habitants lors du recensement de 2010.